# Isla Minna
La isla Minna (en japonés: Minnajima 水納島) es una pequeña isla del archipiélago de la islas Miyako, en la jurisdicción de Tarama, Distrito Miyako, Prefectura de Okinawa, al sur del país asiático de Japón. Tiene una superficie de 2,15 km², con un litoral de 7,2 km y una elevación máxima de 13 metros.